# Lengyel–lovagrendi háború (1326–30)
1326-30-as lengyel-lovagrendi háború a Lengyel Királyság és a Teuton Lovagrend konfliktusa. A négyéves háború során a német lovagok vagy öt alkalommal (1326, 1327, 1328, 1329, 1330) nyomultak be északról Lengyelországba, míg délről a csehek támadták az országot. A lengyelek sokat köszönhettek a magyar király fegyvereinek, aki a háború folyamán végig támogatta katonákkal I. Ulászlót.

## A Német Lovagrend és Lengyelország viszálya
A német lovagok és a lengyel királyság kapcsolata 1300-tól a nullpontra süllyedt. A teutonokat a lengyelek keleti hódításaihoz akarták felhasználni, de a rend a pápától és a császártól kapott kiváltságai értelmében függetlenítette magát a királyságtól és lényegeben teljesen maga igazgathatta államát. Ügyeikbe a lengyelek egyáltalán nem szóltak bele.
A 13. század végére a rend a kelet-balti területeket (Litvánia kivételével) már teljesen meghódította. Megszervezte saját országát és miután a szegénységi fogadalmukat hatálytalanították, közvetlen merkantilista gazdaságpolitikát folytathattak. A termékeny kelet-balti régiókon rövidesen hatalmas gabonatermő területek jöttek létre. Ennek fő inspirálója a Hanza volt. Ezen a csatornán keresztül áramlott nagy mennyiségű gabona Nyugat-Európába, valamint Norvégiába. Az országokra így gazdaságilag nagy nyomást tudott gyakorolni a Hanza és a Német Lovagrend, Norvégiára különösképpen.
A Hanza ki akarta terjeszteni a gabonafelvásárlás területét, ezért tevékenyen támogatta a Német Lovagrendet, aki fegyveres segítséget nyújtott neki. A lovagrend államától délre még nagyobb termőterületek voltak, ezért a 14. században főleg Lengyelország felé terjeszkedett a rend.

## Szövetségesek
A lovagrend Csehországgal kötött szövetséget. A I. (Luxemburgi) János cseh király 1304-ben megtámadta Lengyelországot, akkor Károly Róbert Aba Amádét küldte a lengyel király megsegítésére.
Az 1309-es háborúban a lovagok Danzigot és a pomerelleni hercegséget foglalta el a lengyelektől. A következő évben a teutonok több ízben is behatoltak Nagy-Lengyelországba és Kujáviába. A szövetségüket Csehországgal egyre szorosabbra fűzték és megállapodtak abban, hogy az ország déli fele cseh, míg északi a lovagrend uralma alá kerül.
A cseh-teuton szövetség komolyan fenyegette a fejedelemségekre tagolt, gyenge központi hatalommal bíró Lengyelország létét, akit keletről és északkeletről a tatárok, illetve a litvánok zaklattak rablótámadásaikkal.
Közben a magyar-lengyel szövetség egyre erősödött, míg a csehekkel a viszony csak romlott.

## A háború
1326-ban a teuton lovagok megtámadták északról Kujawyt. Ekkor Károly Róbert tekintélyes számú segédhadat küldött, melynek segítségével elhárították a támadást. A Ulászló lengyel király segítséget kért Gediminas litván nagyfejedelemtől, aki ellen a lovagrend szintén keresztes hadjáratot vezetett. A magyarok és a lengyelek az Osa folyót átlépve benyomultak a rend területére és elfoglalták Graudenzt (Grudziądz).
A lovagok négy támadásával kellett még a lengyeleknek megbirkózniuk. 1329-ben a német lovagok bevették Dobrzyńt, amit a lengyeleknek hat évig nem sikerült visszafoglalniuk.
Az 1330. évi hadjáratot követően újabb cseh-lengyel háború tört ki, így egy időre szünet állt be a lengyel-teuton harcokban.

## További események
Az osztrák herceg és a magyar király szövetségre lépett a cseh király ellen Lengyelország mellett, ez a cseh-magyar kapcsolatok végét jelentette. A csehek vereséget szenvedtek. Erre a Német Lovagrend 1331-ben ismét megtámadta Lengyelországot.
A cseh, magyar és osztrák uralkodók közvetítőként próbáltak meg fellépni a háborúzó felek között. 1335-ben megkötötték a visegrádi békét, önmagában ez még nem csillapította a viszályt.
A kaliszi béke sem hozott tartós eredményt. Dobrzyńt noha kétszer is visszaadták a lovagok a lengyeleknek, de később újból meghódították. A lengyelek végleg csak 1411-ben szerezték vissza a várost és környékét.